# خان شريفية
خان شريفية (بالفارسية: کاروانسرای شریفیه) هو خان تاريخي يعود إلى عصر القاجاريون، ويقع في همدان.